# Pucov (district de Třebíč)
Pour les articles homonymes, voir Pucov.
Pucov (en allemand : Putzow) est une commune du district de Třebíč, dans la région de Vysočina, en République tchèque. Sa population s'élevait à 160 habitants en 2024.

## Géographie
Pucov se trouve à 4,5 km au nord de Náměšť nad Oslavou, à 21,5 km à l'est-nord-est de Třebíč, à 45,5 km à l'est-sud-est de Jihlava et à 157 km au sud-est de Prague.
La commune est limitée par Jasenice au nord, par Velká Bíteš au nord-est, par Jinošov au sud-est et au sud, par Náměšť nad Oslavou au sud, et par Naloučany à l'ouest.

## Histoire
La première mention écrite de la localité date de 1255.

## Transports
Par la route, Pucov se trouve à 8 km de Náměšť nad Oslavou, à 25 km de Třebíč, à 55 km de Jihlava et à 175 km de Prague.